# Laodike (Tochter des Kinyras)
Laodike (altgriechisch Λαοδίκη Laodíkē) ist in der griechischen Mythologie die Tochter des Kinyras, des Königs von Kypros.
Sie ist die Gattin des Elatos, des Sohnes des Arkas. Ihm gebar sie den Stymphalos und den Pereus.